# Pontificia Opera della Propagazione della Fede
La Pontificia Opera della Propagazione della Fede è una delle quattro Pontificie Opere Missionarie. Il suo compito è sostenere l'attività missionaria nella Chiesa cattolica nel mondo. Agendo in tutti i continenti, in oltre 150 paesi del mondo, risveglia la consapevolezza e la responsabilità per il lavoro missionario della Chiesa tra tutti i suoi membri.

## Storia
In tutto il mondo, all'inizio del XIX secolo l'impresa missionaria sembrava essere in rovina. L'Europa era infatti in rovina sia materialmente che spiritualmente. Tuttavia, intorno al 1820, in Francia iniziò un risveglio religioso che assunse immediatamente un'apertura missionaria. I missionari partirono per la Cina, l'Indocina e l'America. Era necessario sostenere e amplificare questo movimento missionario con l'aiuto spirituale e materiale, nonché con la promozione delle vocazioni missionarie.
L'Opera della Propagazione della Fede fu creata il 3 maggio 1822 a Lione, in Francia. La sua fondatrice è la beata Pauline Marie Jaricot (1799-1862). L'idea di creare l'Opera sorse dopo una profonda conversione. Anche suo fratello maggiore Filas, che si stava preparando per il lavoro missionario in Cina, contribuì a questo. I membri dell'Opera lavoravano in gruppi di dieci, organizzati in centinaia e poi in migliaia. I gruppi seguivano guide appropriate ad ogni livello. I primi membri erano operai, e i primi elettori (capigruppo) furono scelti tra gli operai dell'Associazione dei Ricompensatori del Sacro Cuore di Gesù. Ogni membro doveva pregare ogni giorno e fare un piccolo sacrificio settimanale. I papi elogiarono l'Opera insieme a vescovi, sacerdoti e fedeli.
Nel 1841, l'opera esisteva in 444 diocesi e contava centinaia di migliaia di membri. Già nel 1830 contava più di 150 000 aderenti. Pauline Jaricot diede all'Opera un carattere popolare rivolgendosi a tutti i cristiani, a tutte le classi sociali, anche ai più poveri. La presentò come un'associazione i cui membri si impegnano a una preghiera quotidiana per le missioni e a un piccolo contributo economico. Nonostante le pressioni subite per limitare gli obiettivi dell'opera ai missionari francesi, i fondatori decisero di darle un carattere universale: "Non dobbiamo sostenere questa o quella missione in particolare, ma tutte le missioni del mondo".
Fin dall'inizio, Pauline Jaricot comprese l'importanza dell'informazione e dell'animazione missionaria. Nel 1822 prese l'iniziativa di pubblicare una rivista missionaria: Les Annales de la Propagation de la Foi. Questa pubblicazione godette di un'enorme diffusione. Pubblicata in diverse lingue con una tiratura di oltre 178 000 copie, era, all'epoca, il giornale più letto al mondo. Allo stesso tempo, furono distribuiti una serie di opuscoli popolari tra cui, dal 1868, Missions Catholiques, un settimanale tradotto in diverse lingue.
Pauline Jaricot e le sue collaboratrici si misero rapidamente in contatto con la Santa Sede e poterono godere dell'assoluto appoggio di papa Gregorio XVI, il papa missionario dell'Ottocento. Egli incoraggiò il loro lavoro e considerò l'Opera il supporto principale alla sua politica missionaria. Questa organizzazione divenne quindi la grande opera cattolica di assistenza nell'impresa missionaria.
Dal 1850 si radicò in tutti i paesi cattolici. Alcuni paesi, che all'inizio del secolo erano ancora territori di missione, con il tempo divennero paesi donatori. È il caso, per esempio, degli Stati Uniti d'America. Nel 1830, la diocesi di New York, a quel tempo la più povera del mondo, ricevette il più cospicuo sussidio. Oggi, gli Stati Uniti sono diventati il principale donatore dell'Opera e hanno migliaia di missionari in tutto il mondo.
Il 3 maggio 1922, con il motu proprio Romanorum Pontificum, papa Pio XI fece acquisire all'Opera il carattere Pontificio.
Nel 1963 papa Giovanni XXIII firmò un decreto che riconosceva le virtù eroiche della serva di Dio Pauline Marie Jaricot.
Nel 2020, papa Francesco riconosce un miracolo avvenuto per sua intercessione: è stata proclamata beata il 22 maggio 2022.

## Obiettivi dell'Opera
Gli obiettivi principali dell'Opera sono:
- dare forma alla responsabilità per le missioni;
- assistere spiritualmente e materialmente le missioni;
- informare sui vari bisogni della missione;
- formare animatori e collaboratori della missione.

## Festa patronale
Il giorno patronale dell'Opera è la giornata missionaria mondiale, nota anche come giornata missionaria. Essa viene celebrata ogni anno la penultima domenica di ottobre. La giornata missionaria mondiale venne istituita da papa Pio XI con decreto del 14 aprile 1926 su richiesta del consiglio superiore della Pontificia Opera della Propagazione della Fede. È una giornata di solidarietà missionaria in tutta la Chiesa universale. Per l'occasione viene pubblicato regolarmente dal 1963, dall'inizio del pontificato di papa Paolo VI, un messaggio pontificio.

## Rosario vivente
Nel 1826, la beata Pauline Marie Jaricot ideò la pratica del rosario vivente. È una forma di preghiera comunitaria del rosario. Grazie all'iniziativa di Jaricot, il rosario vivente si diffuse prima in Francia e poi in molti paesi del mondo. In Polonia, i primi cerchi del rosario vivente furono fondati alla fine del XIX secolo e ciascuno dei suoi associati si impegna a recitare ogni giorno una decina del rosario. Ci sono tante persone quanti sono i misteri del rosario. In questo modo si prega ogni giorno l'intero rosario. Il rosario vivente è una comunità di persone che, nello spirito di responsabilità nei confronti della Chiesa e del mondo, e con grande semplicità, offre la sua cura orante a coloro che ne hanno più bisogno. Le radici missionarie del rosario vivente furono riscoperte dall'arcivescovo Fulton John Sheen (1895-1979), direttore della Pontificia Opera della Propagazione della Fede negli Stati Uniti d'America. Egli voleva che ogni cristiano pregasse per le intenzioni di tutta la Chiesa, quindi ogni decina del rosario è di un colore diverso e simboleggia uno dei continenti.